# Горански говор
Горански језик је индоевропски језик којим говоре Горанци, који је због изолованости овог народа, још увек добро очуван. Сами Горанци га називају нашински односно нашенски.
Историја и порекло
Горански језик води порекло од старословенског, са значајним утицајима српског, македонског, бугарског, албанског и турског језика. У време Османског царства у језик је ушло доста турцизама, док су у новије време приметни утицаји српског и македонског стандарда кроз медије и образовање.
Дијалекти
Горански језик има четири главна дијалекта:
1. Централни дијалекат – Основни дијалекат, којим се говори у већини горанских села. Има поддијалекте:
  - Драгашко-централни – стандардни облик горанског језика.
  - Коритнички – користи „њ” уместо „н’” (нпр. „коњ” уместо „којн или кон’”). Говори се у Рапчи и Крстацу.
  - Вранишки – карактерише га специфичан изговор појединих гласова. Говори се у Враништи, Млике и Орчуши.
  - Глобочки – једини поддијалекат који активно користи слово „х”
2. Рестелички дијалекат – Говори се у Рестелици, Крушеву и Злипотоку.
3. Бродски дијалекат – Говори се у Броду, међутим препознаје се у говору села Диканце и Баћка.
4. Западни дијалекат – Говоре га Горанци у Албанији, и садржи велики број албанизама. Ово је једини дијалекат који се битно разликује од осталих.

Фонологија и граматика
Фонологија
- Поједини дијалекти не користе слово „х” (изузев глобочког поддијалекта).
- Постоје специфичне палатализације, нпр. „н’” које се у неким говорима претвара у „њ”.

Граматика
- Горански не користи седам падежа, као што то користи већина словенских језика, изузетак је македонски. У горанском језику постоје искључиво два падежа Номинатив и Акузатив.
- Задржао је старе облике аориста и имперфекта.
- Глаголски систем је сличан српском и македонском, али са специфичностима.
- Ред речи у реченици често се разликује од српског стандардног језика.

Употреба и статус језика
Горански језик није званично признат и често се третира као дијалекат. У школама на Косову настава се одвија углавном на српском, док се у Албанији и Северној Македонији више користе албански и македонски.
Постоје покушаји стандардизације језика, али услед политичких и културних утицаја, не постоји званични правопис.
Примери реченица
- Горански: „Сом стигнаф ћвера во Драгаш.”
- Српски: „Јуче сам стигао у Драгашу .”
- Горански: „А беше тија детето от Крстец?”
- Српски: „Да ли беше оно дете из Крстаца?”